# 11001001
11001001是美国科幻电视剧星际旅行：下一代的第一季第十五集。在这一集中，联邦星舰进取号受命前往星际空间站74进行一次例行检查，并确保升级工作顺利完成，另还需维修出问题的全息甲板。星际联邦派出了包括四名“二元人”在内的维修、升级队伍。二元人是一种外星种族，他们是一种高度进化的智慧生物，他们的大脑连接着其母星的电脑，他们的思维方式则为二进制，即1或0。他们十分精通电子技术，但大副威廉·赖克还是对他们不太放心，并安排卫斯理·柯洛夏监视他们。赖克在星舰整修阶段获得了一个难得的假期，便前往全息甲板娱乐，在全息甲板，赖克设定了一个1940年代的爵士酒吧，并遇到了一个美丽的红衣女子。赖克被这个女子吸引了，并与之攀谈起来。让-卢克·皮卡尔也来到全息甲板，加入了赖克和红衣女子的对话。此时，Data和乔迪·拉弗吉发现企业号的反物质能量竟然还剩4分钟就泄露了，如若泄露，不仅星舰将被摧毁，就连星际空间站也会被毁灭。Data立刻设置了自动航线，疏散了船员，让企业号自动飞往无人的宇宙深处。可是，此时的赖克和皮卡尔还在全息甲板与红衣女子聊天，并不知星舰发生的这些事情，而Data也发现企业号的反物质并没有泄露，而是电脑伪报。Data开始怀疑二元人劫持了企业号，并飞往自己的母星。皮卡尔和赖克也意识到了这点，原来包括红衣女子的一切，都是二元人计划的一部分，他们打算将企业号劫持到自己的母星。皮卡尔和赖克立刻赶往舰桥，却发现二元人们奄奄一息，这是他们才发现原来二元人母星的恒星马上会变成一个超新星，二元人需要把母星的资料转移到一个可移动的存储设备中，而企业号是唯一一个有如此大存储量的移动星舰。二元人们怕人类不答应帮助他们，才出此下策。皮卡尔舰长立刻将企业号的资料传回二元人的母星中，奄奄一息靠着电脑生存的二元人又恢复了生机，皮卡尔舰长也夺回了自己星舰的控制权。